# Stazione di Orsara di Puglia
Stazione di Orsara di Puglia vasútállomás Olaszországban, Puglia régióban, Orsara di Puglia településen.

## Vasútvonalak
Az állomást az alábbi vasútvonalak érintik:
- Nápoly–Foggia-vasútvonal

## Kapcsolódó állomások
A vasútállomáshoz az alábbi állomások vannak a legközelebb: 
- Stazione di Montaguto-Panni (Stazione di Napoli Centrale)
- Stazione di Bovino-Deliceto (Stazione di Foggia)